# Баурдарбунга
Ба́урдарбунга, встречается также написание Бардарбунга (исл. Bárðarbunga, ['baurðarbuŋka]) — действующий подлёдный вулкан в районе Нордюрланд-Эйстра на юго-востоке Исландии. Включает в себя близлежащие объекты: стратовулканы, вулканические разломы, вулканические хребты, кратеры. До 2014 года последнее извержение наблюдалось в 1910 году, последнее крупное извержение произошло в 1477 году. В августе 2014 года началось новое извержение вулкана, которое продолжалось до начала 2015 года.
Высота вулкана составляет 2009 м (это вторая по высоте вершина Исландии после пика Хваннадальсхнукюр). Баурдарбунга находится на северо-западной оконечности ледника Ватнайёкюдль, к северо-северо-западу от вулкана Гримсвётн. Является стратовулканом подлёдного типа, расположен в кальдере, глубина которой составляет около 700 м. Вулканические разломы, идущие от Баурдарбунги, связаны с вулканами Аскья и Торвайёкюдль.
В районе Баурдарбунги нет населённых пунктов, однако в летнее время его окрестности посещают туристы и охотники.

## Название
Своё название вулкан получил в честь древнеисландского поселенца, которого звали Gnúpa-Bárður. Дословно название Bárðarbunga можно перевести как «плато Баурдура» или «купол Баурдура»: Bárðar — родительный падеж (в функции посессива) от Bárður, bunga — выпячивание, вздутие, выпуклость.

## Исторические сведения
Вулкан извергался постоянно на протяжении современного периода. Наиболее крупный лавовый поток, извергавшийся из нескольких вулканических трещин вулкана, достигал 21 км³ в объёме. Последнее крупное извержение произошло в 1477 году с крупным выбросом тефры, показатель вулканической эксплозивности при этом извержении составил 6 баллов. Извержения были и в последующие годы; последнее из них произошло в 1910 году и продолжалось с июня по октябрь. Позже время от времени в данном районе наблюдались незначительные подземные толчки.
Активность вулкана снова стала возрастать примерно с 2007 года.

## Извержение 2014 года
Летом 2014 года были проведены исследования в районе Баурдарбунги, которые показали, что в камере вулкана имеется движение магмы. В ночь с 17 на 18 августа в районе вулкана была зафиксирована серия подземных толчков, магнитуда сильнейшего из них достигла 3,8; позже было сообщено, что максимальная магнитуда толчков 18 августа достигла 4,5. Поскольку в результате возможного извержения вулкана можно ожидать затопления, а также образования облака вулканического пепла, 18 августа власти Исландии перекрыли несколько автодорог; для гражданских авиакомпаний, суда которых выполняют полёты над островом, был объявлен «жёлтый» цветовой код опасности вулкана («вулкан проявляет признаки повышения активности»), в этот же день он был изменён на «оранжевый» («повышенная активность с высокой вероятностью извержения»).
Движение магмы 18 августа было зарегистрировано примерно в 3—7 км под поверхностью. По мнению специалистов, этот факт говорит о высокой вероятности прорыва магмы наружу в ближайшее время.
20 августа была проведена эвакуация людей из района вулкана (в том числе было эвакуировано более 200 туристов, проживавших в гостевых домиках на территории национального парка Ватнайёкюдль); было объявлено о том, что для посещения закрыта зона от северной оконечности ледника Ватнайёкюдль до исландской окружной дороги (трассы номер 1).
Извержение вулкана началось 23 августа; авиационный цветовой код опасности был изменён на высший, «красный», служба гражданской авиации Исландии запретила все полёты в районе Баурдарбунги.
24 августа в районе Баурдарбунги произошло два землетрясения — магнитудой 5,3 (в 00:09 по местному времени, с очагом на глубине около 5,4 км) и магнитудой 4,9 (в 05:33 по местному времени, в 17 км от первого, с очагом на глубине около 10 км). В этот же день после осмотра местности с воздуха авиационный цветовой код опасности вулкана был понижен до предпоследнего, «оранжевого», поскольку выяснилось, что внешних проявлений извержения пока нет.
Магма, в течение нескольких дней перемещавшаяся в северном направлении из кальдеры вулкана, начала выходить на поверхность 29 августа (в 0:02 по местному времени) из 300-метрового разлома, который возник накануне на лавовом плато Холухрёйн в нескольких десятках километров к северу от Баурдарбунги, уже за пределами ледника Ватнайёкюдль. Через несколько часов активность извержения снизилась. В результате произошедшего извержения сколько-нибудь значительного выброса пепла в атмосферу не произошло, однако авиационный цветовой код опасности снова был изменён на «красный», воздушное пространство над северо-восточной и центральной частью Исландии (включая аэропорт города Акюрейри) было закрыто для полётов на высоте менее 5500 м. При осмотре с воздуха места начавшегося извержения было установлено, что из разлома на плато Холухрёйн продолжает вытекать магма, при этом длина разлома увеличилась и уже превышает 1 км; извержение носит эффузивный характер, то есть магма относительно спокойно изливается на поверхность в виде потоков. Авиационный цветовой код опасности был изменён на «оранжевый», однако воздушное пространство над северо-восточной и центральной частью Исландии продолжало оставаться закрытым для полётов на высоте менее 5500 м. В середине того же дня, 29 августа, на северной оконечности кальдеры вулкана произошло землетрясение магнитудой 5,2.
Извержение продолжилось утром 31 августа. Лава начала вытекать из того же разлома, что и 29 августа, длина разлома составляет уже 1,5 км. По состоянию на 7 утра местного времени поток лавы, вытянувшись в северо-восточном направлении, имел ширину около 1 км и длину около 3 км. В течение дня в кальдере Баурдарбунги произошли два относительно сильных землетрясения (магнитудой 3,8 и 5,1). Авиационный цветовой код опасности вулкана был утром повышен до «красного», однако во второй половине дня снова снижен до «оранжевого».
В сентябре-октябре 2014 года извержение продолжалось. Сейсмическая активность в районе кальдеры Баурдарбунги продолжала оставаться высокой, неоднократно фиксировались землетрясения магнитудой более 5.
- Извержение 4 сентября 2014 года
- Вид сверху, 21 октября 2014 года.
- Псевдоцветное изображение — вид из космоса с помощью инструмента Operational Land Imager[англ.] на спутнике LandSat-8. Съёмка в инфракрасном излучении: шлейф пара и сернистого газа имеет ярко-голубой оттенок, вода — синий, скалы окрашены в оттенки зелёного и коричневого, а свежая лава — красного и оранжевого.

28 февраля 2015 года было объявлено о том, что извержение вулкана завершилось. Тем не менее, продолжались выбросы газов, зона к северу от вулкана, включающая в себя вулканы Аскья и Хердубрейд, оставалась закрытой для посещения. Авиационный цветовой код опасности вулкана был снижен до «жёлтого».
16 марта 2015 года зона к северу от вулкана была открыта для посещения, за исключением самого лавового поля и территории в 20 метров вокруг него.

## Комментарии
1. 1 2 3 4 5 6 7  Международная организация гражданской авиации (ИКАО) рекомендует использовать четыре цветовых кода, характеризующих опасность вулкана для авиации (Aviation Colour Codes): «зелёный» — вулкан в неэруптивном (нормальном) состоянии, «жёлтый» — вулкан проявляет признаки повышения активности (или, после перехода от более высокого уровня активности, — вулканическая активность значительно снизилась), «оранжевый» — повышенная активность вулкана с высокой вероятностью извержения (или, при переходе от более высокой активности, — извержение вулкана идёт с отсутствием или незначительным выбросом пепла), «красный» — прогнозируется извержение вулкана со значительным выбросом пепла либо извержение со значительным выбросом пепла уже идёт[8]. В Исландии, помимо четырёх рекомендованных ИКАО, используют ещё один код, «серый»: вулкан, предположительно, находится в неэруптивном состоянии, однако сейсмический мониторинг в достаточности степени не ведётся[9]. В связи с тем, что в России используются четыре цветовых авиационных кода, а в Исландии пять, в русскоязычных средствах массовой информации «оранжевый» код называют как «третьим из четырёх», так и «четвёртым из пяти».